# Хашим ибн Утба
Хашим ибн Утба ибн Абу Ваккас  (араб. هاشم بن عتبة بن أبي وقاص‎ Hāshim ibn ʿUtba ibn Abī Waqqāṣ; умер в декабре 641) — сподвижник исламского пророка Мухаммеда, мусульманский армейский командир. Он был племянником Саада ибн Абу Ваккаса по линии своего отца. Хашим участвовал в Войнах с вероотступниками, чтобы заставить мятежные арабские племена вернуться в ислам после смерти Мухаммеда. Он сражался с византийцами в битве при Ярмуке под командованием Халида ибн аль-Валида. Он сыграл важную роль в битве при Кадисии, которая привела к завоеванию Аль-Мадаина мусульманами. Он погиб в Сиффинской битве, сражаясь на стороне Али.

## Биография
Хашим ибн Утба родился после того, как Мухаммед провозгласил себя пророком. 
Хашим принял ислам во время завоевания Мекки. 
Во время начала Великого вероотступнического восстания Хашим участвовал в борьбе с мятежными арабскими племенами после смерти Мухаммеда, чтобы вернуть их в ислам.
Хашим участвовал в битве при Ярмуке. Ибн Абд аль-Барр записал, что Хашим потерял один глаз во время этой битвы.
Персидский историк Аль-Хорезми сообщил, что Хашим был отправлен в Ирак и участвовал в битве при Кадисии.
Хашим ибн Утба был отправлен Саадом ибн Абу Ваккасом, чтобы возглавить армию в битве при Джалуле, куда Хашим отправил Джарира ибн Абдуллу аль-Баджали из племени Баджила с большим отрядом кавалерии, чтобы проверить позиции противника. Он участвовал в Сиффинской битве, сражаясь на стороне четвёртого праведного халифа Али и был назначен знаменосцем армии. Хашим продолжал сражаться, пока не был убит в битве в 657 году.